# Time (пісня O.Torvald)
Time — пісня українського гурту O.Torvald, представлена 13 лютого 2017; із цією композицією гурт представляв Україну на Євробаченні 2017.

## Про пісню

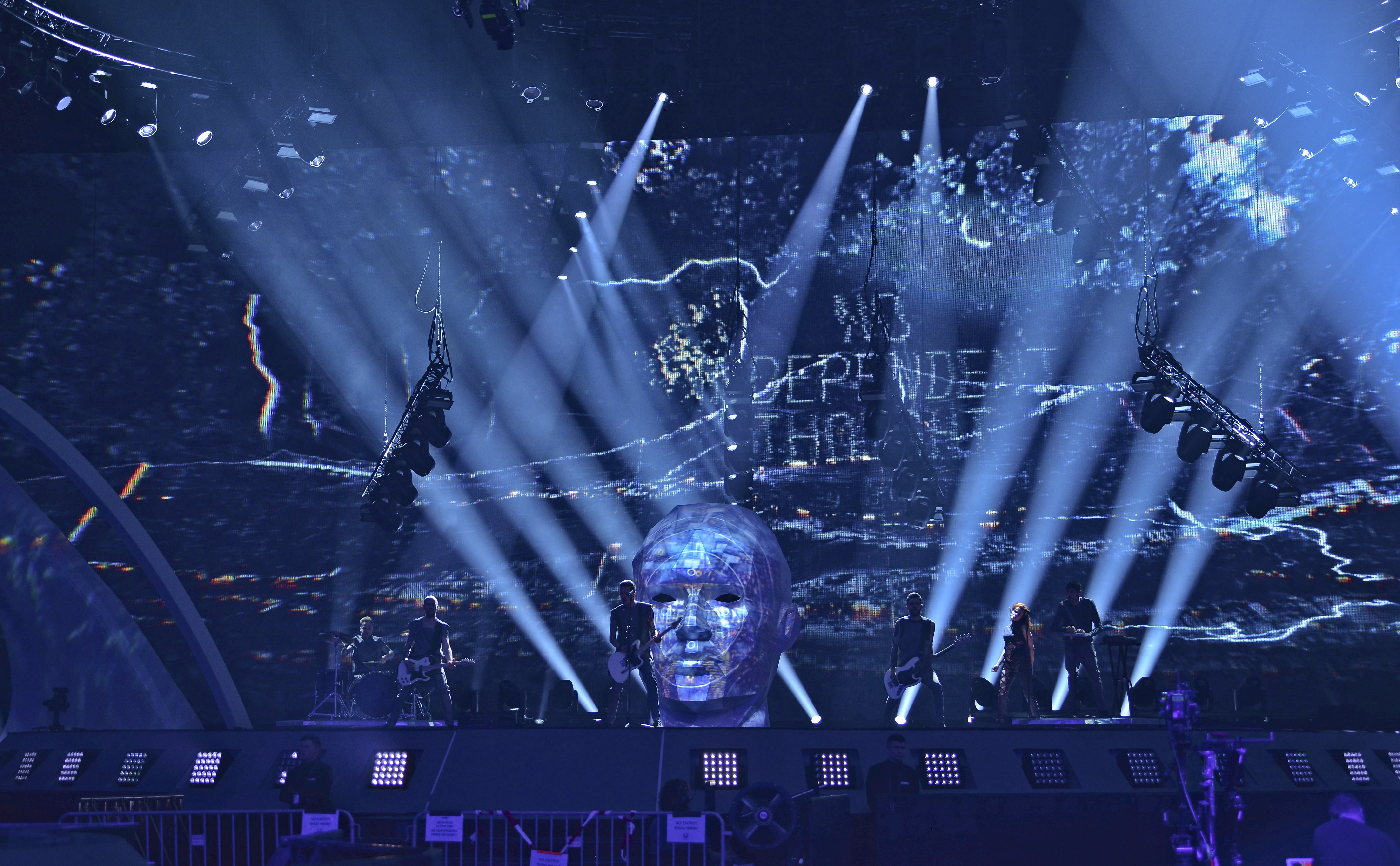
O.Torvald виконують пісню Time на репетиції Євробачення

Як зазначив лідер гурту Євген Галич:
|  | Пісня про те, що час - єдине, що не можна повернути. Неможливо прожити двічі одну й ту саму мить, варто цінувати кожну хвилину, яку ти проживаєш разом зі своїми рідними, близькими, друзями. Пам’ятати й поважати минуле чи мріяти про майбутнє – важливо, та відчувати цінність життя прямо зараз – найголовніше. Цінність часу неможливо перебільшити. Варто кожен день говорити дружині, що любиш її, дзвонити батькам, знаходити час для дитини, робити свою справу, боротися за свободу своєї країни. Невідкладно. Тут і зараз. Не втрачаючи час. |

## Список композицій
| Цифрове завантаження | Цифрове завантаження | Цифрове завантаження |
| #                    | Назва                | Тривалість           |
| -------------------- | -------------------- | -------------------- |
| 1.                   | «Time»               | 3:06                 |

## Євробачення
За результатами спільного голосування членів журі та телеглядачів, пісня отримала 36 балів та посіла 24 місце серед 42 учасників.